# أنجيلا رايولا
أنجيلا رايولا (بالإنجليزية: Angela Raiola) مواليد 30 يونيو 1960 في بروكلين، نيويورك، نيويورك، الولايات المتحدة - الوفاة 18 فبراير 2016 في نيويورك، نيويورك، الولايات المتحدة، هي ممثلة أمريكية بدأت مسيرتها الفنية عام 2012.

## وصلات خارجية
- أنجيلا رايولا على موقع IMDb (الإنجليزية)
- أنجيلا رايولا على موقع قاعدة بيانات الفيلم (الإنجليزية)